# 爪木崎

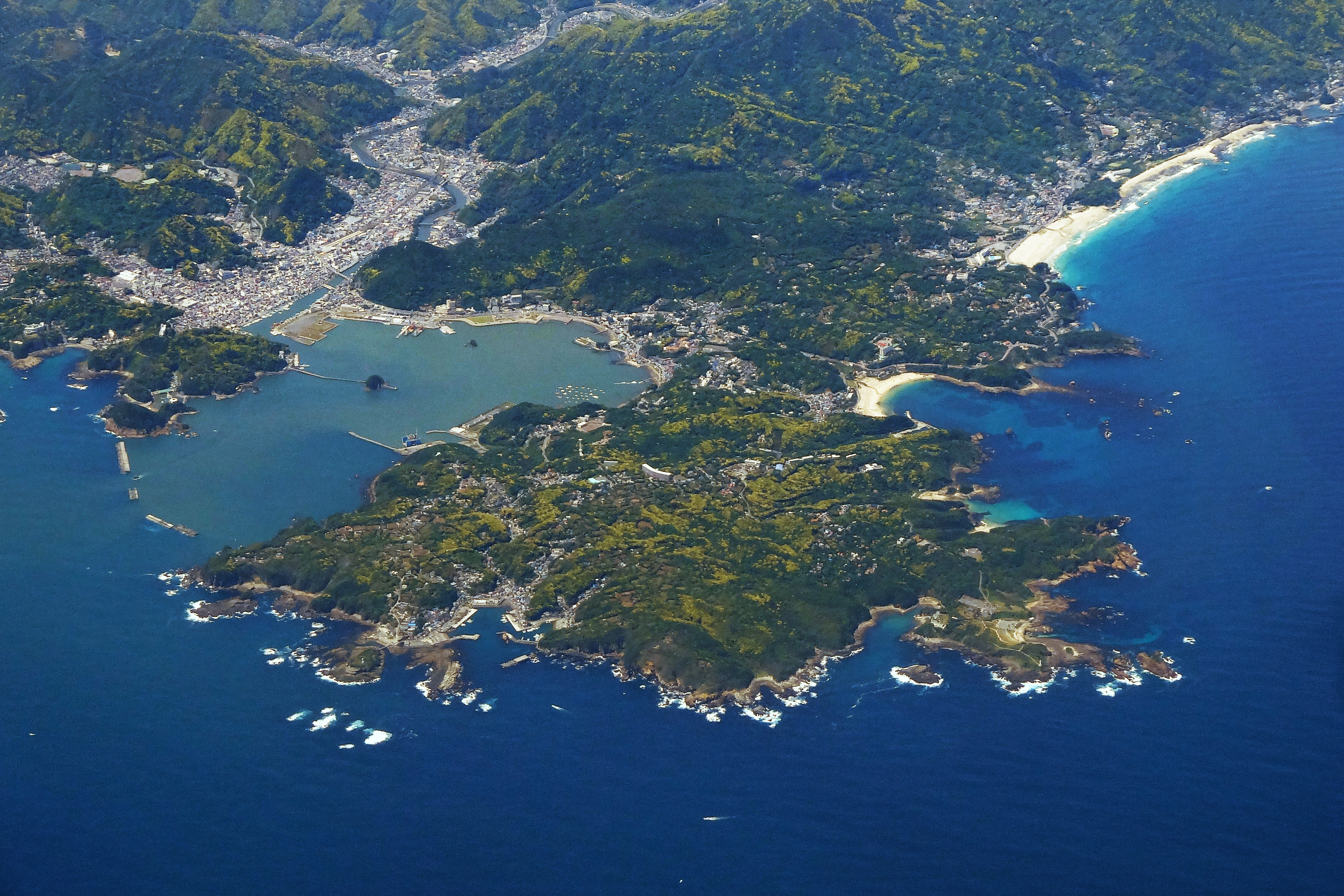
須崎地区の空撮。爪木崎灯台や遊歩道は右下の地域。

座標: 北緯34度39分29秒 東経138度59分13秒 / 北緯34.658度 東経138.987度
爪木崎（つめきざき）は、静岡県下田市にある岬。伊豆半島の南東部にあり、俗に須崎半島とも呼ばれる海に突き出た地域の先端にあたる。
岬には爪木崎灯台が置かれ、海水浴場や爪木崎自然公園が整備されている。スイセンの群生地があり、冬季には12月下旬から2月上旬にかけて水仙まつりが催され観光客を集める。
公園の駐車場は有料で約200台が駐車可能。爪木崎のある須崎地区には、1971年（昭和46年）から須崎御用邸が置かれ、皇族が静養時に使用する。
2018年4月17日に後述する俵磯とシルが伊豆半島の他地域と共に、国際連合教育科学文化機関（ユネスコ）から国内9地域目の世界ジオパークに認定され、伊豆半島ジオパークとして保護されている

## 俵磯
灯台の南側では柱状節理が見られる。これは伊豆地域が海底火山だった頃の火山活動で、地下のマグマが地層の隙間に入り込んで冷え固まったものである。こうした石体をシルと呼ぶ。
その形から俵磯と名づけられ、江戸時代には建設用材として伐り出し、俵石と呼ばれ利用された。この柱状節理は静岡県の指定文化財となっている。

## 風景

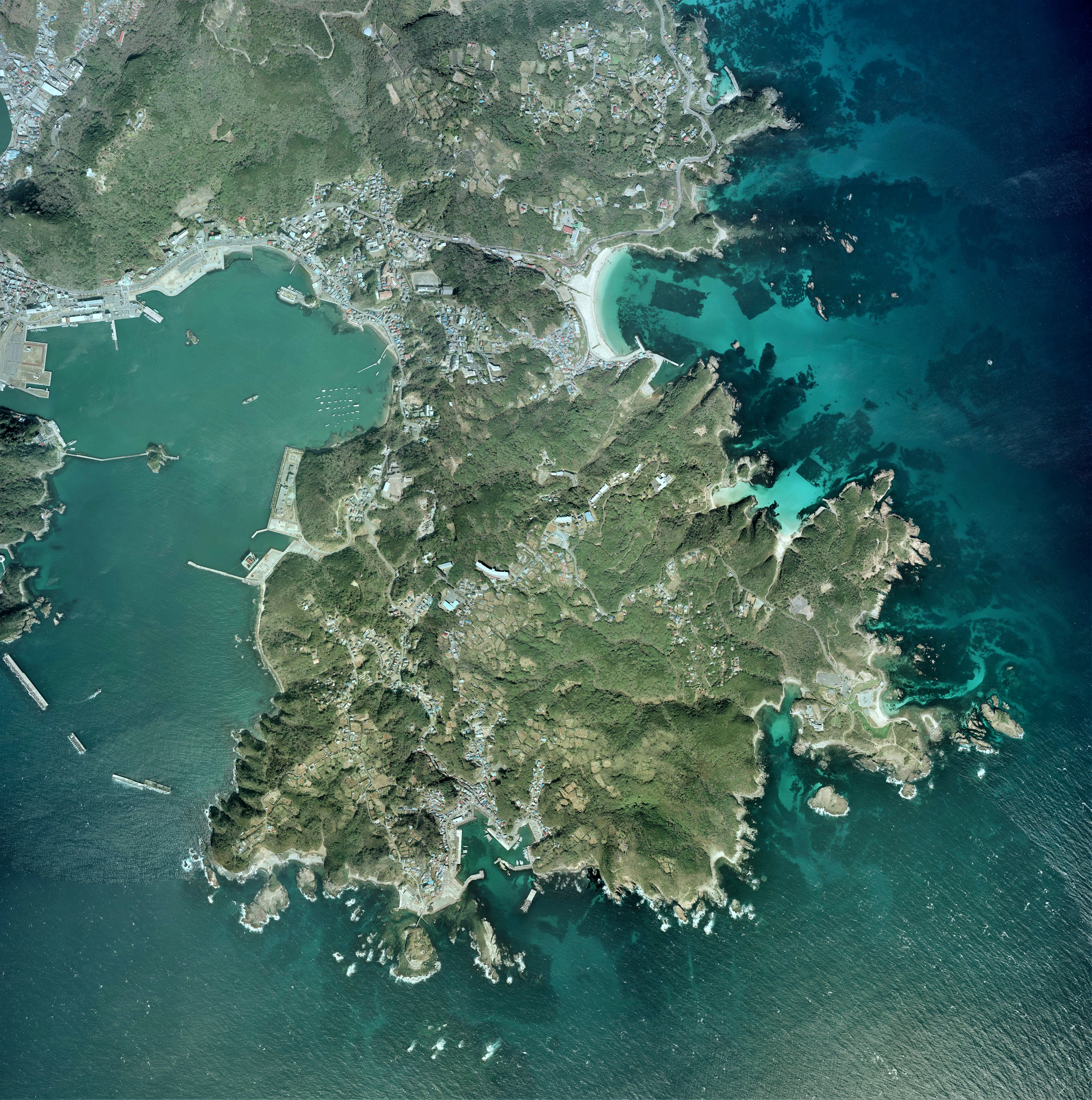
爪木崎の空中写真。
2013年3月6日撮影の20枚を合成作成。

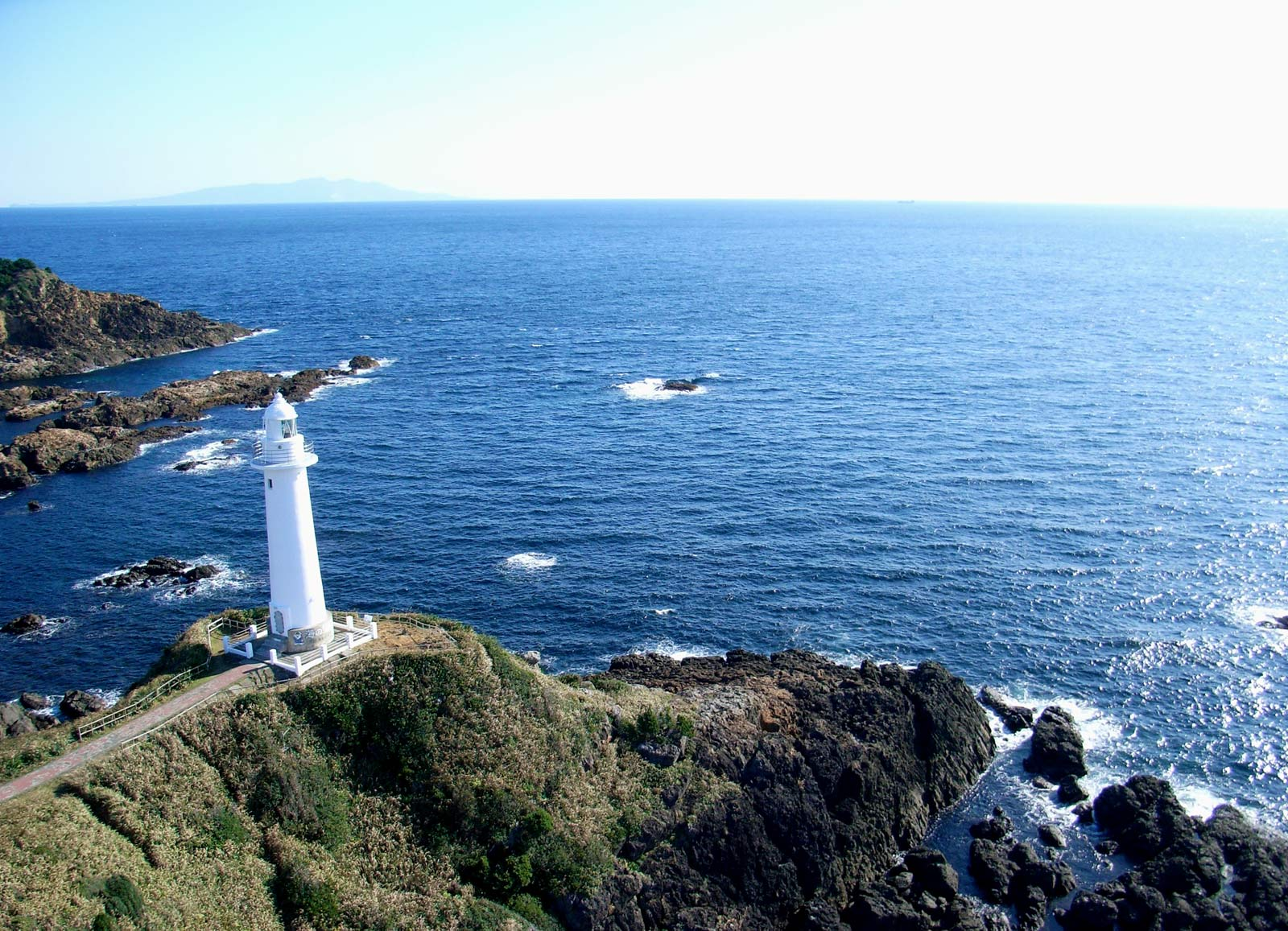
爪木崎灯台の空撮
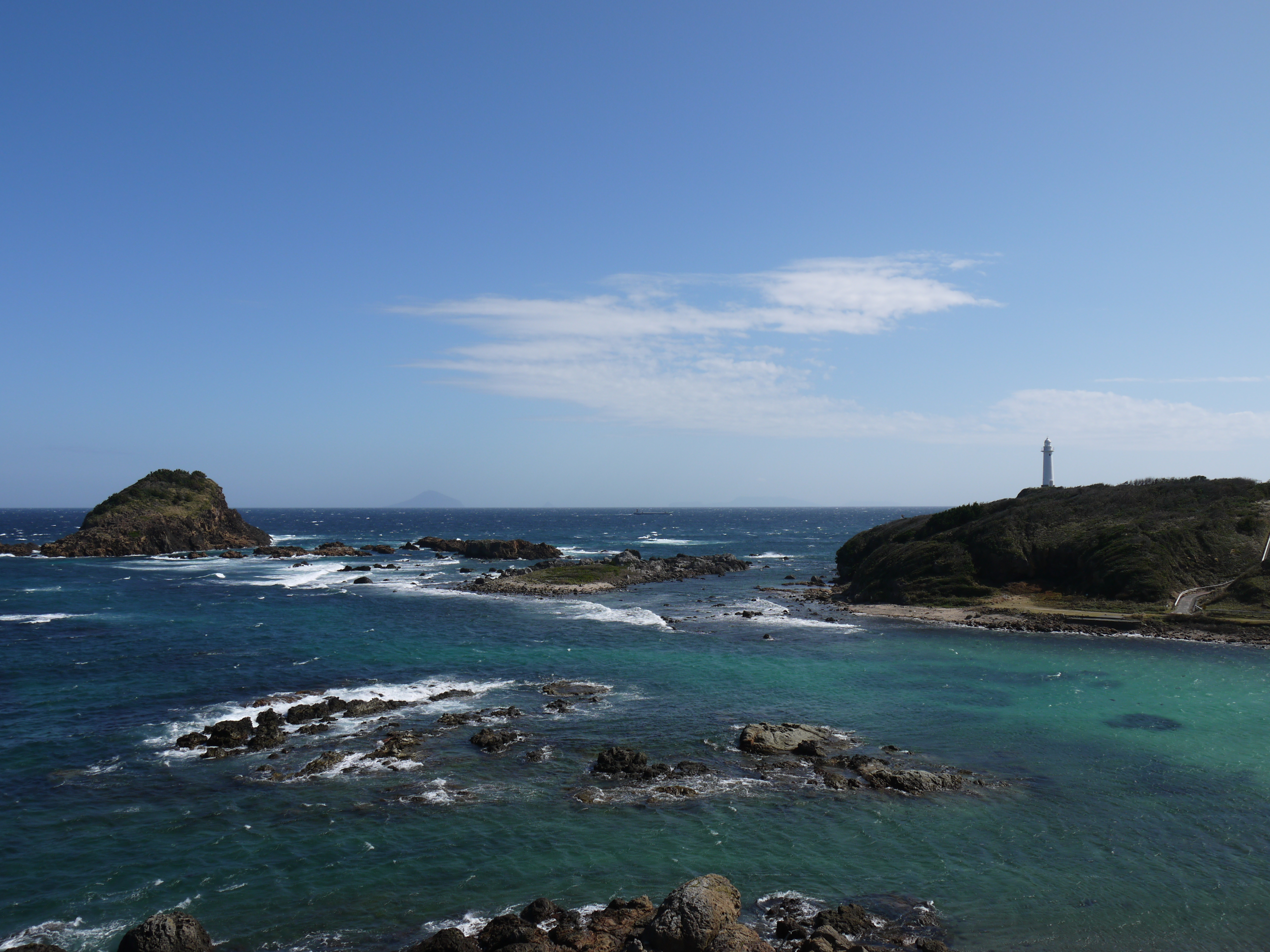
爪木崎と爪木崎灯台 左の小島は爪木島
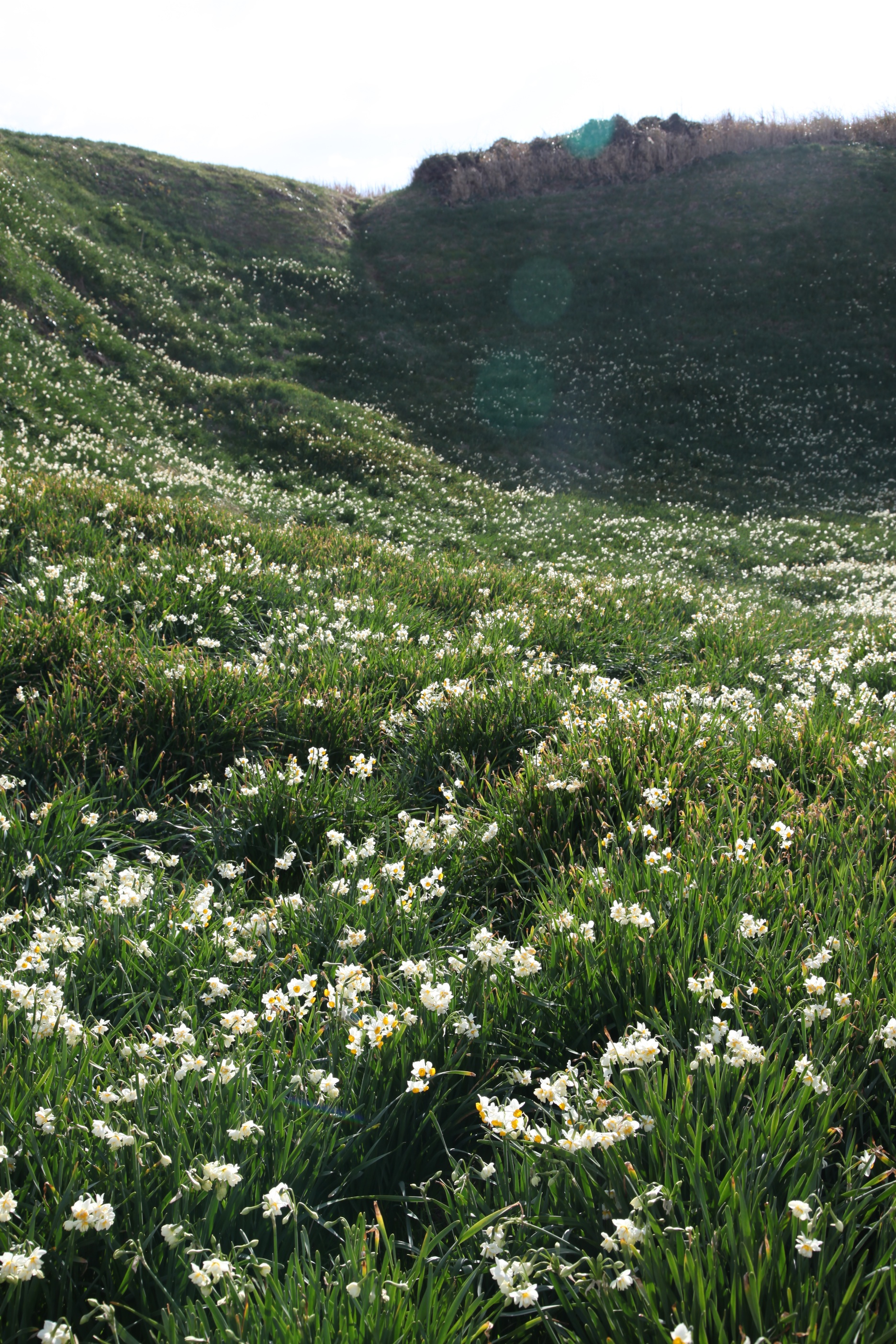
水仙の群生
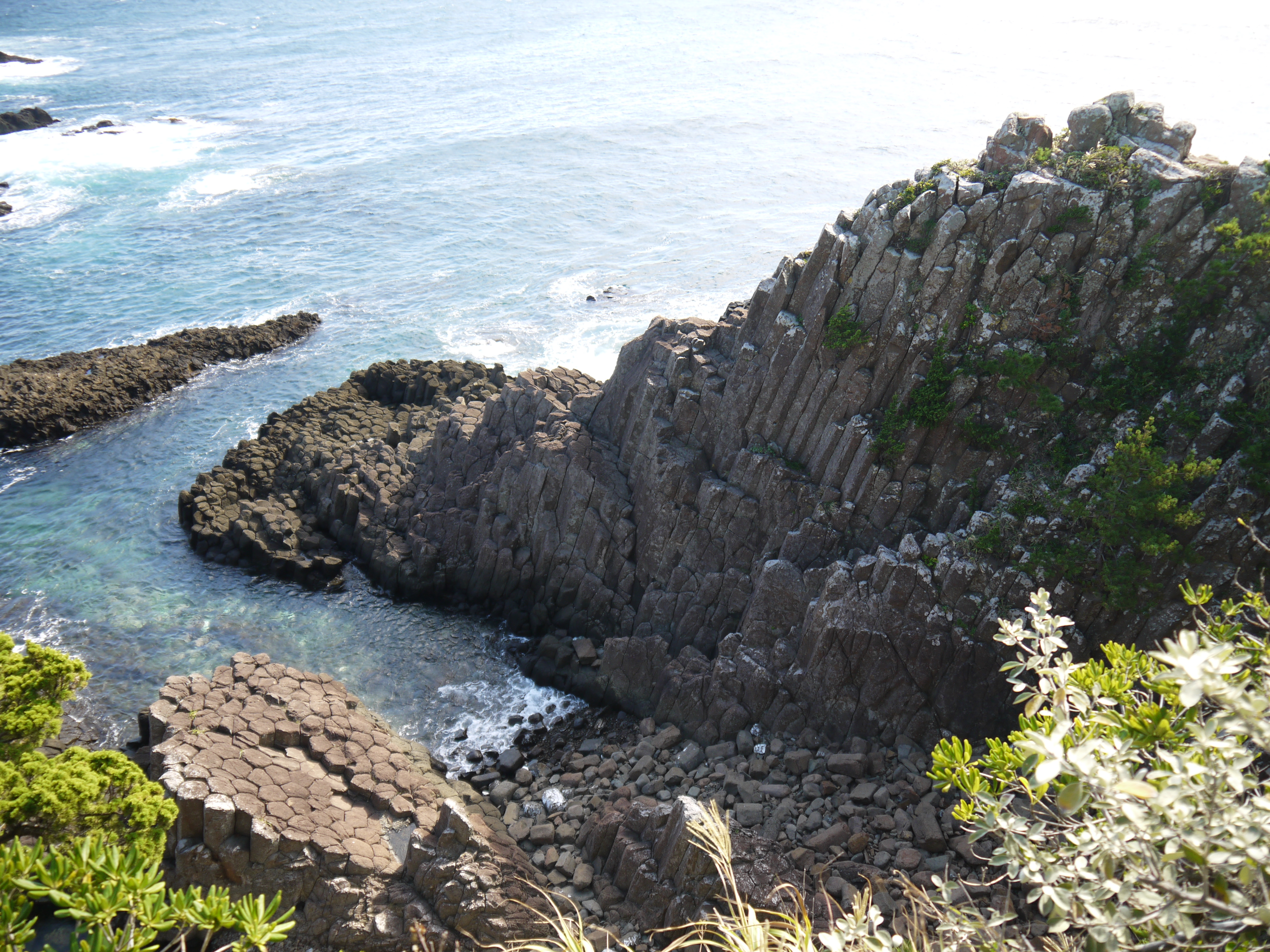
俵磯の柱状節理
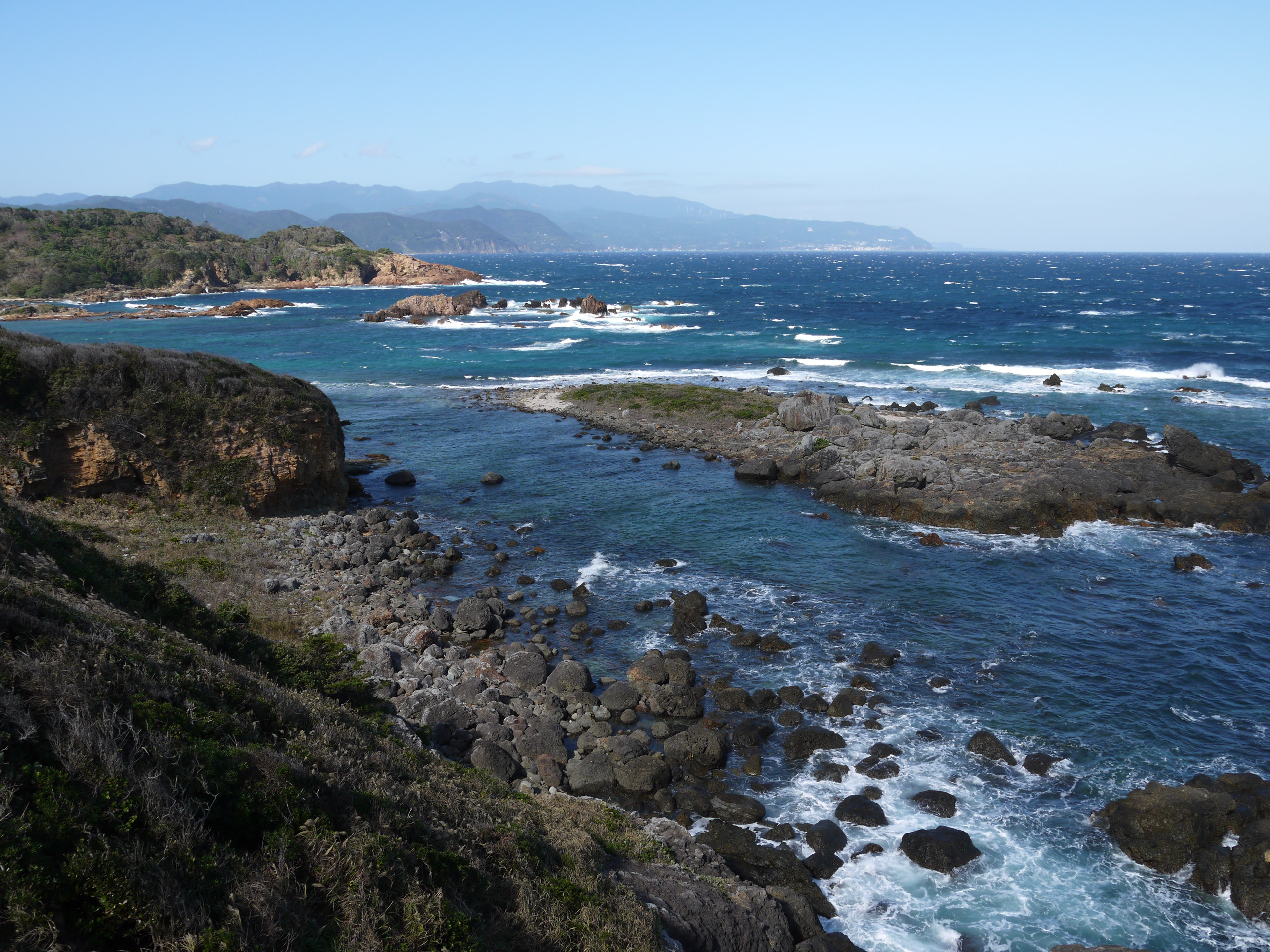
爪木崎から東伊豆の海岸。奥の山並は天城山